# لیزا گراف

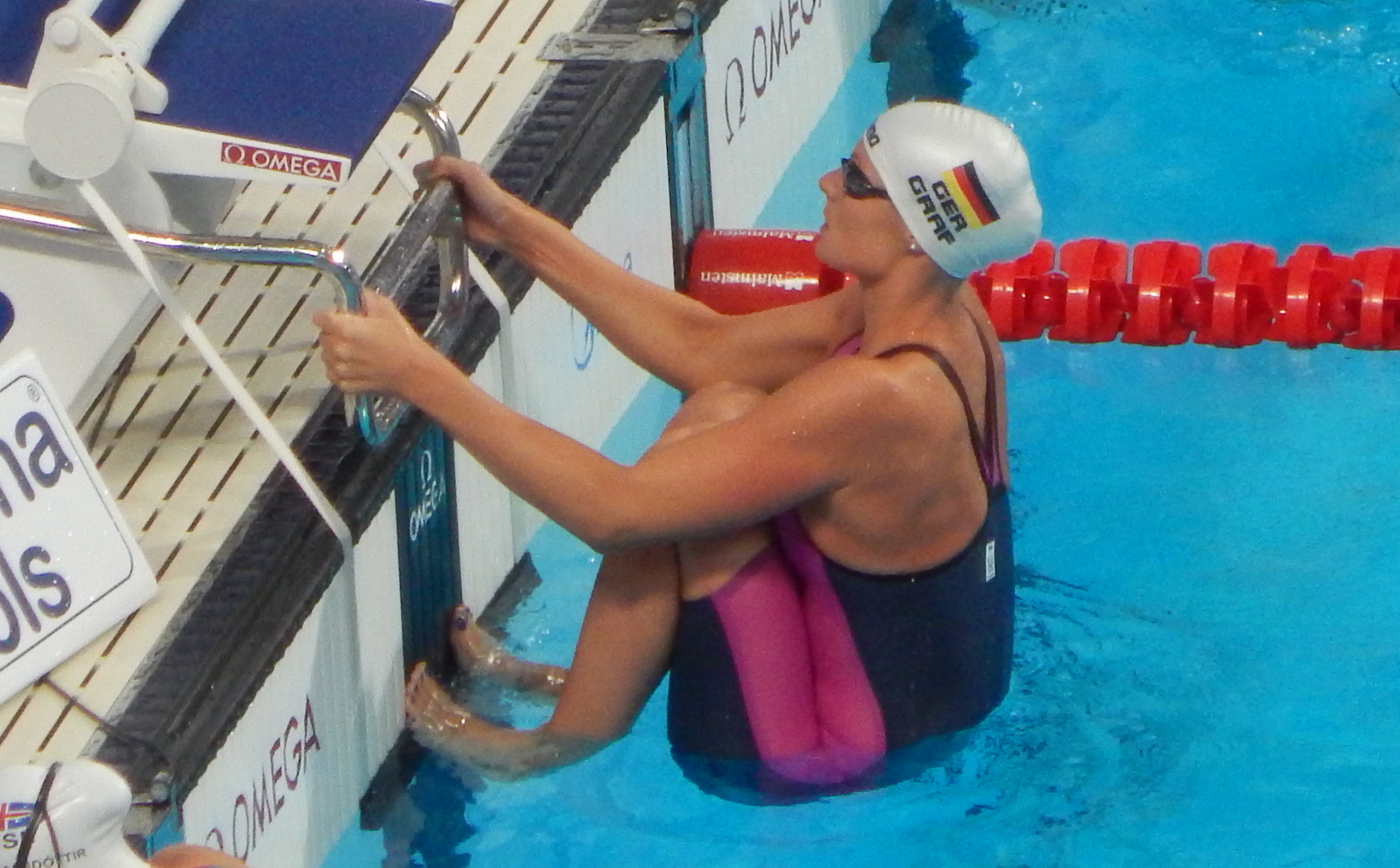
لیزا گراف در سال ۲۰۱۵

لیزا گراف (انگلیسی: Lisa Graf؛ زادهٔ ۱۳ نوامبر ۱۹۹۲) ورزشکار ورزش شنا اهل آلمان است.
وی در مسابقات کشوری و بین‌المللی در مجموع برندهٔ ۱ مدال طلا شده‌است.